# Kristens Krīgers
Kristens Krīgers (* 25. August 1996 in Jelgava) ist ein lettischer Radrennfahrer, der im BMX-Rennsport aktiv ist.

## Sportlicher Werdegang
Krīgers stammt aus Jelgava und begann im Alter von vier Jahren mit dem BMX-Fahren. Seit 2013 trainiert er in Valmiera, wo sich das nationale BMX-Trainingszentrum befindet. 2013 und 2014 wurde er jeweils lettischer Junioren-Meister, dazu gewann er die Silbermedaille bei den Europameisterschaften.
In der Elite wurde er bis einschließlich 2024 fünfmal lettischer Meister. 2016 gelangen ihm drei Europacup-Siege, und er wurde Zweiter in der Gesamtwertung. 2021 kam er ins EM-Finale, wo er stürzte und Achter wurde. Im BMX-Weltcup stand er 2021 in Bogotá zum bislang einzigen Mal im Finale. Sein bestes Ergebnis bei Weltmeisterschaften war das Erreichen des Viertelfinals 2018 und 2023. Krīgers vertrat Lettland im olympischen BMX-Rennen 2024, allerdings endete sein Wettkampf vorzeitig, als er sich im Viertelfinale einen Wirbelbruch zuzog.

## Erfolge
2013
 Lettischer Meister (Junioren)
2014
 Lettischer Meister (Junioren)
 Europameisterschaften (Junioren)
2016
 Lettischer Meister
drei Europacup-Siege
2019
 Lettischer Meister
2022
 Lettischer Meister
2023
 Lettischer Meister
2024
 Lettischer Meister